# 艾伯頓 (喬治亞州)
艾伯頓（英語：Elberton）是一個位於美國喬治亞州艾伯特縣的城市。根據2010年美國人口普查，該地人口為4653人，而該地的面積約為12.40平方千米。同時該地也是艾伯特縣的縣治。

## 地理
艾伯頓的座標為34°06′35″N 82°51′56″W / 34.10972°N 82.86556°W，而該地的平均海拔高度為393米（即1289英尺）。